# Vallée de l'Ernz
Vallée de l'Ernz (lussemburghese: Ärenzdallgemeng) è un comune del Lussemburgo orientale. Fa parte del cantone di Diekirch, nel distretto omonimo.
Il comune è stato istituito il 1º gennaio 2012, a seguito della fusione dei comuni di Medernach ed Ermsdorf. Il capoluogo è stato stabilito a Medernach.

## Geografia antropica

### Frazioni
- Eppeldorf
- Ermsdorf
- Folkendange
- Medernach (capoluogo)
- Savelborn
- Stegen